# Råtjärnen (Hyssna socken, Västergötland)
Råtjärnen är en sjö i Marks kommun i Västergötland och ingår i Viskans huvudavrinningsområde.